# ۴۶ گاوران
۴۶ گاوران یک ستاره است که در صورت فلکی گاوران قرار دارد.